# Bohumil Hlaváček
Bohumil Hlaváček (14. září 1934 Pařezská Lhota – 30. listopadu 2020 Brno) byl český novinář, dlouholetý zpravodaj České tiskové kanceláře (ČTK). Do ČTK nastoupil v roce 1953 po ročním angažmá v deníku Den v Ostravě-Kunčicích. V ČTK působil krátce v ostravské a zlínské redakci, poté v letech 1957 až 1999 v Brně. Na sklonku 60. let a poté znovu od roku 1990 až do odchodu do penze byl také vedoucím brněnské pobočky ČTK. Zemřel 30. listopadu 2020.

## Dílo
Hlaváčkovu novinářskou práci představují desetitisíce zpráv v archivu České tiskové kanceláře, přičemž jejich tematické těžiště spočívá v kultuře. Stovky článků publikoval také v různých periodicích. Přispěl do několika knih a sborníků. Například:
- Moje vzpomínky na Zelný trh. Brno: Kulturní a informační centrum města Brna, 2003.
- Kniha vzpomínek aneb Střípky vzácného života. Praha: Ministerstvo obrany ČR, 2005.
- Odkaz Jaromíra Tomečka. Brno: Veronica, 2008.
- Novinářem v Brně. Brno, Moravskoslezský kruh, 2011.

## Ocenění
Za svou novinářskou práci získal řadu ocenění včetně Ceny města Brna 2007 a mimořádné ceny šéfredaktora ČTK za celoživotní dílo. V roce 2017 se stal nositelem Ceny Jihomoravského kraje.

## Folklorní a kulturní činnost
Od začátku 60. let do začátku 90. let spolupracoval s pořadateli Mezinárodního folklorního festivalu ve Strážnici, a to jako vedoucí tiskového střediska, člen řídicího výboru i programové rady. Spolupracoval také s řadou folklorních souborů a divadel, s nimiž absolvoval mnoho zájezdů do zahraničí a na mezinárodní festivaly. Konkrétně to byl například hodonínský soubor Dubina, Valašský i Slovácký krúžek Brno, uherskobrodští Brozané a Strážnická cimbálová muzika.